# Luguelín Santos
Pour les articles homonymes, voir Santos (homonymie).
Luguelín Miguel Santos Aquino (né le 12 novembre 1992 à Bayaguana) est un athlète dominicain spécialiste du 400 mètres.

## Carrière

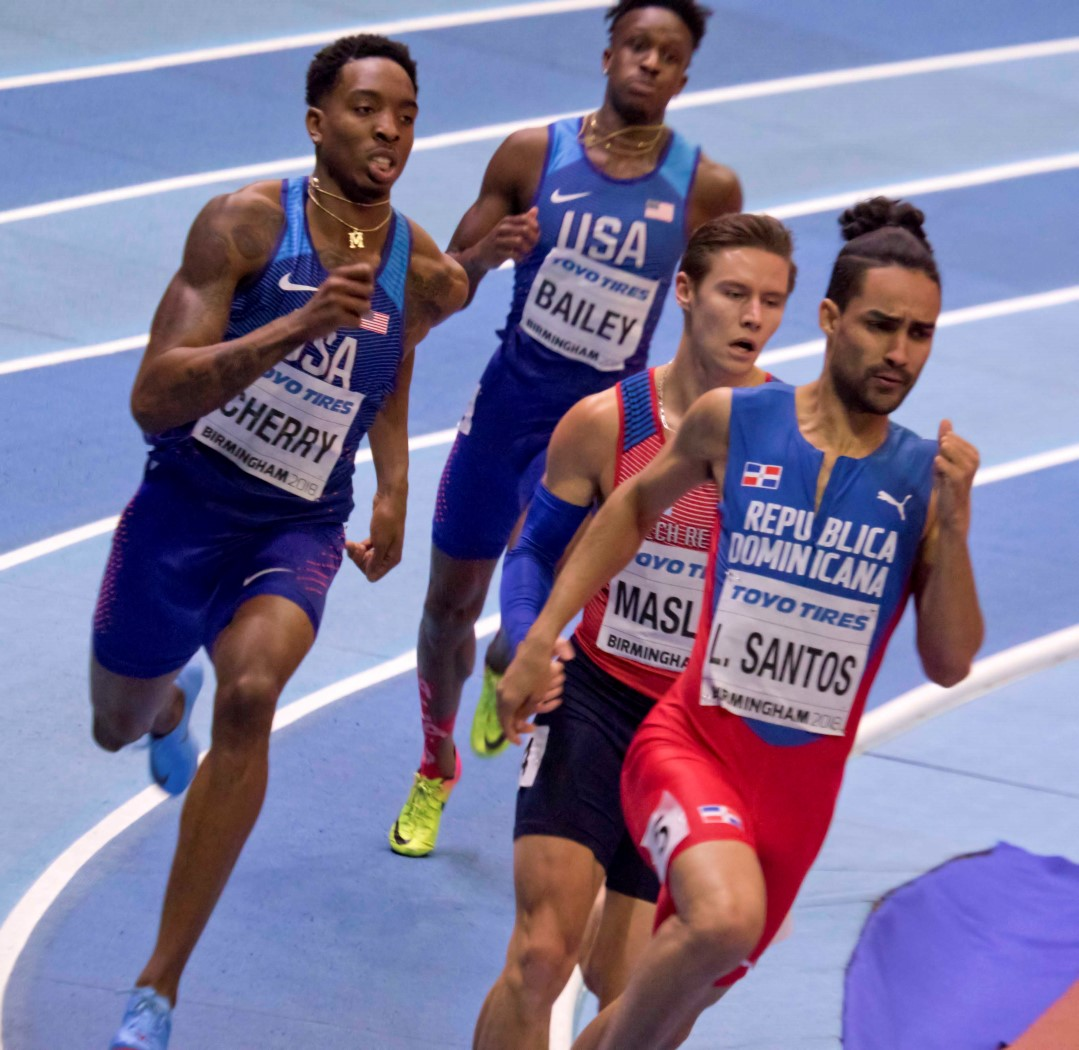
Luguelin Santos (premier plan) en finale des mondiaux en salle 2018.

Il se classe sixième des Championnats du monde juniors 2010 de Moncton en 46 s 99, et remporte cette même année le titre des Jeux olympiques de la jeunesse d'été, à Singapour (47 s 11)[réf. souhaitée].
Il décroche la médaille d'argent du 400 mètres lors des Jeux panaméricains 2011 de Guadalajara et descend pour la première fois de sa carrière sous la barrière des 45 secondes. Devancé en finale par le Costaricien Nery Brenes, Luguelín Santos se classe au sixième rang des meilleurs « performeurs » juniors de tous les temps avec 44 s 71, améliorant à cette occasion le record national senior de son compatriote Félix Sánchez (44 s 90 en 2011).
En début de saison 2012, le Dominicain est éliminé en demi-finale des Championnats du monde en salle d'Istanbul (4e de sa série en 46 s 83). En mai, à Doha, lors du meeting Qatar Athletic Super Grand Prix, première étape de la Ligue de diamant 2012, il boucle son 400 m en 44 s 88, terminant deuxième de la course derrière l'Américain LaShawn Merritt (44 s 19). Le 11 mai lors du Qatar Athletic Super Grand Prix de Doha, 1re étape de la ligue de diamant 2012, il échoue à la seconde place en 44 s 88 derrière l'Américain LaShawn Merritt 44 s 19 (MPMA et record du meeting). Fin mai, il remporte le 400 m des Fanny Blankers-Koen Games d'Hengelo, portant son record personnel à 44 s 45 et signant la troisième meilleure performance mondiale de l'année. Il s'impose ensuite en 45 s 24 le 9 juin 2012, à l'occasion du meeting Adidas Grand Prix de New York, 6e étape de la ligue de diamant 2012, où il devance notamment les expérimentés Jeremy Wariner et Chris Brown,,. Le 12 juillet, à Barcelone, il remporte les championnats du monde juniors, en 44 s 85, devant l'Américain Arman Hall et l'Australien Steven Solomon. Luguelín Santos participe début août 2012 aux Jeux olympiques de Londres. Il y remporte la médaille d'argent du 400 m en terminant deuxième de la finale en 44 s 46, derrière le Grenadin Kirani James (43 s 94) et devant le Trinidadien Lalonde Gordon. 
Plus en retrait lors de la saison 2014, malgré un chrono de 44 s 53 et le titre du relais 4 x 400 m lors des championnats ibéro-américains, Luguelín Santos remporte les titres du 400 m (44 s 91) et du relais 4 x 400 m (3 min 05 s 05) lors des Universiade, également appelé "Championnats du monde universitaires". Le mois suivant, il s'impose aux Jeux panaméricains de Toronto en 44 s 56, sa meilleure performance de la saison. 
Le 24 août 2015, Santos améliore lors des demi-finales des championnats du monde de Pékin le record national en 44 s 26, se qualifiant ainsi pour la finale. Deux jours plus tard, le Dominicain échoue au pied du podium de cette finale, établissant malgré tout une nouvelle marque de référence en 44 s 11. Il est devancé par le Sud-Africain Wayde van Niekerk (43 s 48), l'Américain LaShawn Merritt (43 s 65) et le Grenadin Kirani James (43 s 78).
En 2016, il est battu sur 400 m lors des Championnats ibéro-américains en 45 s 58 par le Cubain Yoandys Lescay (45 s 36). Le 5 août 2016, il est le porte-drapeau dominicain lors de la cérémonie d'ouverture des Jeux olympiques de 2016 à Rio : mais sa blessure au pied l'empêche d'accéder en finale, réalisant malgré tout sa meilleure performance de la saison en 44 s 71.
Le 25 août 2017, il décroche la médaille d'or de l'Universiade à Taipei en 45 s 24, son meilleur temps de saison. Son frère remporte le 400 m haies et ensemble, ils s'imposent sur le relais 4 x 400 m.
En mars 2018, aux championnats du monde en salle de Birmingham, Santos termine 3e de sa série en 46 s 83 et se qualifie pour les demi-finales grâce aux repéchages. Lors des demi-finales, il améliore son temps de la saison à 46 s 31 et parvient à remporter la course, se qualifiant ainsi pour sa première finale en salle. Lors de la finale, il réalise un grand coup en s'emparant de la médaille d'argent en 45 s 09, record national, derrière le favori espagnol Óscar Husillos (44 s 92). Seulement, plus tard, les deux athlètes sont disqualifiés pour avoir chacun empiété dans leur couloir intérieur. Le titre revient finalement au double tenant du titre, Pavel Maslák, décision qui sera très controversée.
En juillet et août 2018, Luguelin Santos décroche deux médailles lors des Jeux d'Amérique centrale et des Caraïbes de Barranquilla : le titre sur 400 m en 44 s 59, son meilleur temps de la saison et la médaille d'argent sur le relais 4 x 400 m (3 min 03 s 92).
En juin 2023, Santos annonce être suspendu par World Athletics pour avoir falsifié ses documents d'identité quand il était mineur pour se rajeunir d'un an.

## Vie privée
Son frère Juander Santos est un athlète spécialiste du 400 m haies avec lequel il a participé à toutes leurs grandes compétitions depuis 2014 au sein du relais 4 x 400 m.

## Palmarès
| Date | Compétition                              | Lieu                               | Résultat | Épreuve         | Temps                    |
| ---- | ---------------------------------------- | ---------------------------------- | -------- | --------------- | ------------------------ |
| 2010 | Championnats du monde juniors            | Moncton                            | 6e       | 400 m           | 46 s 90                  |
| 2010 | Jeux olympiques de la jeunesse           | Singapour                          | 1er      | 400 m           | 47 s 11                  |
| 2011 | Jeux panaméricains                       | Guadalajara                        | 2e       | 400 m           | 44 s 71                  |
| 2011 | Jeux panaméricains                       | Guadalajara                        | 2e       | 4 × 400 m       | 3 min 00 s 44            |
| 2012 | Championnats ibéro-américains            | Barquisimeto                       | 3e       | 4 × 400 m       | 3 min 02 s 02            |
| 2012 | Championnats du monde juniors            | Barcelone                          | —        | 400 m           | DQ                       |
| 2012 | Jeux olympiques                          | Londres                            | 2e       | 400 m           | 44 s 46                  |
| 2013 | Champ. d'Am. centrale et des Caraïbes    | Morelia                            | 4e       | 200 m           | 20 s 55 NR               |
| 2013 | Champ. d'Am. centrale et des Caraïbes    | Morelia                            | 3e       | 4 x 400 m       | 3 min 02 s 82            |
| 2013 | Championnats du monde                    | Moscou                             | 3e       | 400 m           | 44 s 52                  |
| 2014 | Championnats ibéro-américains            | São Paulo                          | 5e       | 200 m           | 20 s 97                  |
| 2014 | Championnats ibéro-américains            | São Paulo                          | 1er      | 4 × 400 m       | 3 min 02 s 73            |
| 2014 | Festival des sports panaméricains        | Mexico                             | 1er      | 400 m           | 45 s 06                  |
| 2014 | Jeux d'Amérique centrale et des Caraïbes | Veracruz                           | 4e       | 4 × 400 m       | 3 min 02 s 86            |
| 2014 | Coupe continentale                       | Marrakech                          | 5e       | 400 m           | 45 s 34                  |
| 2015 | Universiade                              | Gwangju                            | 1er      | 400 m           | 44 s 91                  |
| 2015 | Universiade                              | Gwangju                            | 1er      | 4 x 400 m       | 3 min 05 s 05            |
| 2015 | Jeux panaméricains                       | Toronto                            | 1er      | 400 m           | 44 s 56                  |
| 2015 | Championnats NACAC                       | San José                           | 4e       | 4 x 400 m       | 3 min 1 s 73             |
| 2015 | Championnats du monde                    | Pékin                              | 4e       | 400 m           | 44 s 11 NR               |
| 2016 | Championnats ibéro-américains            | Rio de Janeiro                     | 2e       | 400 m           | 45 s 58                  |
| 2017 | Circuit mondial en salle de l'IAAF       | Circuit mondial en salle de l'IAAF | 3e       | 400 m           | détails                  |
| 2017 | Universiade                              | Taipei                             | 1er      | 400 m           | 45 s 24                  |
| 2017 | Universiade                              | Taipei                             | 1er      | 4 x 400 m       | 3 min 4 s 34             |
| 2017 | Jeux Bolivariens                         | Santa Marta                        | 3e       | 200 m           | 20 s 95                  |
| 2017 | Jeux Bolivariens                         | Santa Marta                        | 1er      | 400 m           | 45 s 44                  |
| 2018 | Championnats du monde en salle           | Birmingham                         | finale   | 400 m           | DQ                       |
| 2018 | Jeux d'Amérique centrale et des Caraïbes | Barranquilla                       | 1er      | 400 m           | 44 s 59                  |
| 2018 | Jeux d'Amérique centrale et des Caraïbes | Barranquilla                       | 2e       | 4 x 400 m       | 3 min 3 s 92             |
| 2018 | Ligue de diamant                         | Ligue de diamant                   | 6e       | 400 m           | 46 s 17                  |
| 2018 | Coupe continentale                       | Ostrava                            | 6e       | 400 m           | 45 s 81                  |
| 2018 | Coupe continentale                       | Ostrava                            | 1er      | 4 x 400 m mixte | 3 min 13 s 01            |
| 2019 | Jeux panaméricains                       | Lima                               | 7e       | 400 m           | 45 s 73                  |
| 2021 | Jeux olympiques                          | Tokyo                              | 2e       | 4 × 400 m mixte | Participation aux séries |
| 2022 | Championnats ibéro-américains            | La Nucia                           | 2e       | 400 m           | 45 s 50                  |
| 2022 | Championnats ibéro-américains            | La Nucia                           | 1er      | 4 × 400 m       | 3 min 0 s 98             |

## Records
| Épreuve | Temps        | Lieu    | Date           |
| ------- | ------------ | ------- | -------------- |
| 200 m   | 20 s 55 (NR) | Morelia | 7 juillet 2013 |
| 400 m   | 44 s 11 (NR) | Pékin   | 26 août 2015   |